# Inseminator
Inseminator – osoba dokonująca procedury inseminacji.
Praca inseminatora polega na wprowadzeniu nasienia, za pomocą specjalnych instrumentów,  do dróg rodnych samicy celem jej zapłodnienia. Nasienie jest pozyskiwane z banków nasienia, które są prowadzone przez wyspecjalizowane jednostki. W Polsce pozyskiwaniem, gromadzeniem i przechowywaniem zamrożonego nasienia zajmują się między innymi Stacje Hodowli i Unasienniania Zwierząt.
Inseminatorzy najczęściej dokonują inseminacji u krów i świń. U świń procedura inseminacji polega na wprowadzeniu przez inseminatora specjalnego foliowego pojemnika z nasieniem knura do pochwy lochy. Pojemnik zakończony jest woskowym korkiem, który pod wpływem temperatury ciała ulega rozpuszczeniu (po około 10–15 minutach) i nasienie przedostaje się do dróg rodnych.
W przypadku krów procedura wykonywana przez inseminatorów wygląda odmiennie. Do inseminacji używa się specjalnego przyrządu, tak zwanego pistoletu, który jest metalową rurą. Następnie umieszcza się w niej plastikową rurkę, w której znajduje się nasienie i całość wprowadza się do trzonu macicy krowy i tam deponuje nasienie.
Umiejętności inseminatora zdobywa się w Polsce na kilkudniowych kursach, a praca inseminatora jest zwykle dodatkowym źródłem dochodu dla rolników kończących ten kurs.
Nie ma pełnych danych dotyczących liczby inseminacji w Polsce. W województwie lubelskim w 2005 inseminatorzy wykonali 161.237 inseminacji u krów i 104.134 u trzody chlewnej.